# Ferenc Németh
Ferenc Németh (Boedapest, 4 april 1936) is een Hongaars modern vijfkamper.

## Biografie
Németh werd in 1960 olympisch kampioen moderne vijfkamp individueel en met het team.

## Belangrijkste resultaten

### Olympische Zomerspelen
| Jaar | Plaats | Resultaat          |
| ---- | ------ | ------------------ |
| 1960 | Rome   | individueel · team |

- Gemeinsame Normdatei: 171727592
- Virtual International Authority File: 212301394

1912: Gösta Lilliehöök ·
1920: Gustaf Dyrssen ·
1924: Bo Lindman ·
1928: Sven Thofelt ·
1932: Johan Oxenstierna ·
1936: Gotthard Handrick ·
1948: William Grut ·
1952: Lars Hall
1956: Lars Hall ·
1960: Ferenc Németh ·
1964: Ferenc Török ·
1968: Björn Ferm ·
1972: András Balczó ·
1976: Janusz Pyciak-Peciak ·
1980: Anatoli Starostin ·
1984: Daniele Masala ·
1988: János Martinek ·
1992: Arkadiusz Skrzypaszek  ·
1996: Aleksandr Parygin ·
2000: Dmitri Svatkovski ·
2004: Andrej Moisejev ·
2008: Andrej Moisejev ·
2012: David Svoboda ·
2016: Aleksandr Lesoen ·
2020: Joe Choong ·
2024: Ahmed El-Gendy
1952: Benedek, Kovácsi, Szondy
1956: Derjoegin, Novikov, Tarassov ·
1960: Balczó, Nagy, Németh ·
1964: Minejev, Mokejev, Novikov ·
1968: Balczó, Moná, Török ·
1972: Lednjev, Onisjtsjenko, Sjmelev ·
1976: Fox, Nightingale, Parker ·
1980: P. Lednjev, J. Lipejev, Starostin ·
1984: Cristofori, Masala, Massullo ·
1988: Fábián, Martinek, Mizsér ·
1992: Czyżowicz, Gożdziak, Skrzypaszek